# Yakubu Gowon
Yakubu Dan-Yumma Gowon (Kanke, 19 de octubre de 1934) es un político y militar nigeriano, jefe de la junta militar que gobernó ese país desde el 1 de agosto de 1966 al 29 de julio de 1975. Obtuvo el poder mediante un golpe de Estado con derramamiento de sangre encabezado por militares contra el gobernante militar Johnson Aguiyi-Ironsi y fue depuesto por otro, encabezado por su antiguo compañero, Murtala Mohammed. Tras el golpe fue exiliado a Reino Unido pero se le concedió una amnistía en los años ochenta.
Volvió a Nigeria en el año 1980. Actualmente desempeña un papel representativo como antiguo hombre de Estado, siendo por ejemplo observador en las elecciones de Ghana de 2008.
Se le recuerda principalmente por su papel polémico en la catastrófica guerra civil de Nigeria, una de las guerras más sangrientas del siglo XX, hace parte del ranking de los 10 dictadores más sanguinarios del siglo XX.

## Estudios
- Staff College, Camberley
- Real Academia Militar de Sandhurst (1955-1956)
- Universidad de Warwick (1983)

## Juventud
Yakubu Gowon nació un 19 de octubre de 1934 en Lur, un pequeño pueblo de Kanke, estado de Plateau. Fue el quinto de once hijos y se crio en el seno de una familia cristiana perteneciente a la etnia ngas (angas). Sus padres, Nde Yohanna y Matwok Kurnyang, van a trasladarse a Wusasa, Zaria, como misioneros de la Church Mission Society en los primeros años de Gowon. Su padre, un admirador de sus colonos británicos, se enorgullecía de haberse casado el mismo día que la futura reina Isabel se casó con el futuro rey Jorge VI.
Gowon creció Zaria. Allí pasó su infancia y recibió su educación. Se formó en la escuela de San Bartolomé, de las misiones cristianas, y en el Colegio del Gobierno de Zaira. Durante sus años de estudiante, el joven Gowon demostró ser un gran atleta. Va a ser el mejor futbolista de la escuela y más tarde va a servir como portero. También destacaba en el salto con pértiga y como corredor de larga distancia. Rompió el récord de milla en su primer año y más tarde fue nombrado capitán del equipo de boxeo.

## Carrera militar y política
En 1954, a la edad de veinte años, Gowon se alistó al ejército nigeriano. Recibió su formación militar en la Academia de Sandhurst, perteneciente al ejército inglés, donde en solo un año recibió el grado de subteniente el 19 de octubre de 1954, en su 21.º aniversario.
En su estancia en Reino Unido, Gowon realizó varios cursos de perfeccionamiento, cursando estudios en el Eaton Hall Officer Cadet School, en el Camberley Staff College y en el Joint Services Staff College. Entró finalmente en acción en el Zaire, siendo parte de misión de las Naciones Unidas en el Congo entre 1960 y 1961, y nuevamente en 1963. Por su trabajo militar, fue ascendido a comandante de batallón en 1966, cuando este era aún teniente coronel.
En enero de ese mismo año, se produjo un sangriento motín militar que derrocó y acabó con la vida del primer ministro Balewa y que constituyó una férrea dictadura militar dirigida por el general Johnson Aguiyi Ironsi. El 29 de julio de 1966, Ironsi anunció la supresión del régimen federal y su sustitución por un sistema centralizado. Esto devino en violentos enfrentamientos entre las tribus del norte y las del sur, seguido de sangrientos pogromos dirigidos principalmente contra los sureños igbos. Hasta ese entonces, Gowon había sido estrictamente solo un militar de carrera sin implicación en la política. Pero esto cambió tras los violentos incidentes ocurridos ese año, los cuales le empujaron a asumir un papel de liderazgo. Militar, al no tratarse de un hausa ni fulani ni tampoco un musulmán, fue visto como una opción para liderar el país en medio del conflicto étnico, por lo que Ironsi le nombró jefe del Estado Mayor del Ejército, convirtiéndose en el hombre más joven en ocupar dicho puesto a la edad de 31 años.